# 貝莎機槍
貝莎機槍（Machine Gun, BESA）是英國在二戰初期以捷克斯洛伐克的ZB Vz.37（又名ZB-53）授權改進而成的中型機槍，由英國伯明翰輕兵器公司（Birmingham Small Arms Company，BSA）生產，因此以其名字縮寫而命名。
貝莎機槍原意是為了取代維克斯機槍，但由於戰場對機槍的需求很大，維克斯機槍一直服役至1960年代。

## 設計及歷史
伯明翰輕兵器公司在1936年與布爾諾的簽訂了7.92毫米口徑ZB Vz.37機槍的本土生產授權合約，英國陸軍部隨即在1938年訂購，而伯明翰輕兵器公司亦於1939年開始生產。
貝莎機槍採用氣動式原理，氣冷，機匣右則彈鏈供彈，所發射的彈藥為有緣縮口瓶式7.92×57毫米步槍彈，而當時的英軍普遍採用凸緣式.303 British（7.7×56毫米）作制式步槍彈，但生產版本並沒有作出修改，而軍需部指保留原本口徑的原因是修改口徑所需的技術、時間、資金太多，此舉亦令當時廣泛採用貝莎機槍作車輛副武器的皇家裝甲軍的後勤出現更大壓力。當時的皇家裝甲軍唯有採用一戰中德意志帝國遺留的庫存及二戰戰場從納粹德軍捕獲的彈藥（如Kar98k、MG34和MG42等戰場上常見的德國武器）。
1940年又推出了貝莎機槍的衍生型——Mk II，Mk II加裝了射速選擇鈕，高射速為每分鐘約800發，低射速為每分鐘約500發。為了提高生產效率及減低成本，後來又改進成更便宜的Mk III，Mk III直接分為高射速型（H型）及低射速型（L型） 。
伯明翰輕兵器公司其後又以ZB Vz.60為基礎推出了15毫米口徑重機槍，重57公斤（125磅），同樣為彈鏈供彈，具有半自動及全自動射擊模式可調，主要裝備英軍的Mk.VIC輕型坦克及袋鼠Mk.III等的裝甲戰鬥車輛。

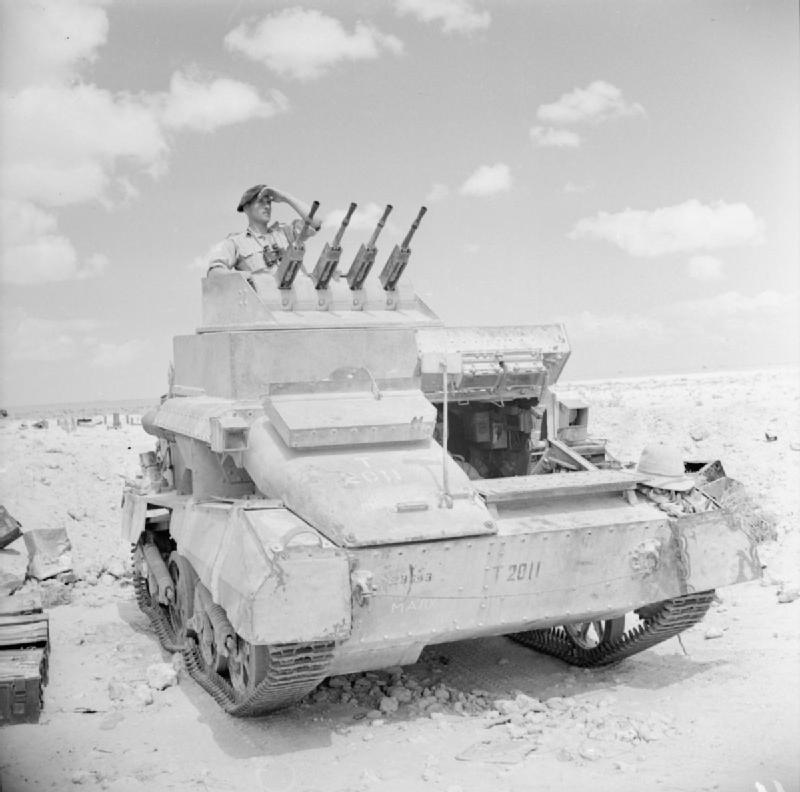
Mk VI輕型坦克防空型，裝有四把7.92毫米貝莎機槍。